# Оленеостровский могильник (Кольский залив)
Оленеостровский могильник — могильник середины 2-го тысячелетия до н. э., расположенный на Большом Оленьем острове в Кольском заливе Баренцева моря, 2,5 км к северо-востоку от города Полярный, и 35 км к северу от Мурманска.
Раскопки могильника велись в 1926 и 1947—1948 годах. Было вскрыто 23 погребения в неглубоких ямах, для которых характерны захоронения в деревянных колодах или в просмолённых шкурах. Обнаружены два случая сожжения трупов. Найденный инвентарь: орудия из камня и кости (наконечники стрел, кинжалы, шилья, иглы, рыболовные крючки). Найден медный наконечник стрелы и скульптура головы лося. Обнаружено 5 фрагментов «вафельной» керамики.
В 1998 году стало понятно, что площадь могильника не исследована полностью, а незатронутые раскопками части памятника разрушаются в результате начавшейся эрозии. В 2001 году в песчаных выдувах в восточной части могильника были обнаружены 4 скопления человеческих костей и инвентаря. На площади могильника было собрано 59 фрагментов «асбестовой» керамики, которая имеет широкие аналогии на территории Карелии и Кольского полуострова (где она обычно датируется второй половиной 3-го тысячелетия до н. э.). Особенно примечательна находка фрагментов льячки. Наличие разных типов посуды может говорить как о длительности функционирования могильника, так и об использовании его разными культурными группами населения.
Черепа из захоронения в лодке, относящиеся к культуре морских охотников (датировка 3200 лет назад), найденные в 2003 году, имеют специфический уралоидный антропологический тип западносибирского происхождения. Среди современного населения они ближе всего к уральским группам и совсем не похожи на саамов.
В ископаемых останках населения Большого Оленьего острова были определены митохондриальные гаплогруппы C*, C5, U5a, U5a1d, U4a1, Z1a1a, D*, T2d1b1, С4b и D4, у образцов BOO002 и BOO004 определена Y-хромосомная гаплогруппа N1a1a1a1a-L392 (ISOGG2018). По данным учёных, наибольшее генетическое сходство с образцами Большого Оленьего острова проявили современные популяции Сибири, главным образом в бассейне Енисея. Их (древних кольских оленеостровцев) генокод примерно в равной степени сложился из мигрантов-сибиряков (ныне самую большую долю этого аутосомного компонента сохраняют нганасаны) и древних восточно-европейских охотников-собирателей (культура ямочно-гребенчатой керамики к юго-востоку от Балтийского моря и старше). Предположительно, популяция Большого Оленьего острова прибыла на Кольский полуостров 3500 лет назад из Средней Сибири, но затем следы этой миграции угасли, не отразившись в генофонде современных популяций Кольского полуострова.
Ряд археологических, антропологических коллекций, фотоматериалы экспедиции А. В. Шмидта хранятся в Музее антропологии и этнографии им. Петра Великого (Кунсткамера) РАН. Один из костяков, обнаруженных в Оленеостровском могильнике, ныне представлен в экспозиции Мурманского областного краеведческого музея. Истории археологических раскопок, а также самому памятнику посвящена экспозиция Историко-краеведческого музея г. Полярный Мурманской области.